# Salpinctium
Salpinctium es un género de plantas con flores perteneciente a la familia Acanthaceae. El género tiene 3 especies de hierbas descritas y pendientes de ser aceptadas.

## Taxonomía
El género fue descrito por  T.J.Edwards y publicado en South African Journal of Botany 55(1): 7. 1989. La especie tipo es: Salpinctium stenosiphon (C.B.Clarke) T.J.Edwards	

## Especies
- Salpinctium hirsutum T.J.Edwards
- Salpinctium natalense (C.B.Clarke) T.J.Edwards
- Salpinctium stenosiphon (C.B.Clarke) T.J.Edwards